# Kamen Rider Drive
Kamen Rider Drive (仮面ライダードライブ Kamen Raidā Doraibu?) es el título de la 25.ª temporada de la franquicia Kamen Rider producida por Toei Company y emitida en TV Asahi del 5 de octubre de 2014 al 27 de septiembre de 2015, constando de 48 episodios. Destaca el inédito detalle en la franquicia de que en esta temporada el protagonista maneja un coche en vez de una motocicleta. El eslogan de le temporada es "¡Enciende tu motor!" (エンジンを始動してください！ Enjin o shidō shite kudasai!?)

## Argumento
Shinnosuke Tomari es un antiguo oficial de policía de élite en la Policía Metropolitana que, tras un accidente en el que su compañero quedó gravemente herido e incapaz de volver a la policía, ha sido degradado a la División de Investigaciones Especiales. Esta división investiga los sucesos extraños de la ciudad, particularmente los eventos de "Aceleración Pesada". Estos eventos, que la gente llama "Pesadez", dejan a la gente incapaz de moverse. Cuando es elegido por el Drive Driver y Tridoron, Shinnosuke se transforma en Kamen Rider Drive y recibe la tarea de luchar contra los Roidmudes, que planean levantarse contra la humanidad y conquistar el mundo.

## Personajes

### Riders
- Shinnosuke Tomari (泊 進ノ介 Tomari Shinnosuke?)/Kamen Rider Drive (仮面ライダードライブ Kamen Raidā Doraibu?): Se trata de un antiguo oficial de policía de élite de la Policía Metropolitana. Tras un suceso en el que un compañero acabó herido, fue degradado a la División de Investigaciones Especiales. Cuando encontró el Drive Driver, se convirtió en secreto en Kamen Rider Drive para luchar contra los Roidmudes. Tiene la costumbre de comer caramelos de leche cuando está relajado, pero cuando se pone serio trabaja muy rápido. A diferencia de Kamen Riders de temporadas anteriores, en lugar de una moto conduce un coche, el Tridoron (トライドロン Toraidoron?).[1][2]
- Gō Shijima (詩島 剛 Shijima Gō?)/Kamen Rider Mach (仮面ライダーマッハ Kamen Raidā Mahha?): Es el hermano pequeño de Kiriko, y un fotógrafo autónomo. Estuvo viviendo una temporada en Estados Unidos, pero regresó por motivos desconocidos, revelando que le dieron la tecnología para convertirse en Kamen Rider. Es muy orgulloso y ostentoso, y aunque es bueno en combate, suele actuar siguiendo sus propios impulsos y caprichos. Su mayor deseo y motivación es acabar con todos los Roidmudes que existan, y eso le lleva a llevarse especialmente mal con Chase, al punto que cuando este cambia de bando y se une a Kamen Rider Drive como aliado, Gō abandona el equipo y decide seguir desde entonces la lucha independientemente.
- Chase (チェイス Cheisu?)/Kamen Rider Protodrive (仮面ライダープロトドライブ Kamen Raidā Puroto Doraibu?)/Kamen Rider Chaser (仮面ライダーチェイサー Kamen Raidā Cheisā?): Es un Roidmude especialmente creado para ser el primer ayudante del Sr. Belt, con el número 000, siendo conocido en esa época como Proto-Zero. Durante el Congelamiento Global, cayó en batalla ante Heart, Brain y Freeze, y mientras que el Sr. Belt le dio por muerto, fue reprogramado para unirse a los Roidmudes como la Parca (死神 Shinigami?), recibiendo la tarea de reiniciar a los Roidmudes fuera de control de los líderes (lo que implica destruir el cuerpo del Roidmude para que Brain y Heart puedan reiniciar su núcleo sin recuerdos) y para luchar contra Kamen Rider Drive, para lo que toma la forma de Machine Chaser, una forma blindada similar a la de un Rider. Su fuerte sentimiento de protección a los humanos le hace liberarse de la reprogramación, pero Medic volverá a reprogramarle de una forma más sanguinaria, hasta que Shinnosuke, que para entonces ya ha descubierto la verdadera identidad de Chase, se ve obligado a realizar un ataque final contra él para destruirle. Tras sobrevivir por poco y ser curado por Kiriko, se libra definitivamente de la reprogramación y, utilizando los nuevos poderes que le entrega Rinna, se transforma en Kamen Rider Chaser. Es de un carácter muy frío y calmado, aunque puede ser muy fiero en combate. Siente una gran curiosidad hacia los humanos y desea aprender todo lo posible de ellos y de su modo de vida. De todos los miembros del equipo, a quien tiene mayor deseo de proteger es a Kiriko, la primera persona que salvó siendo Proto-Zero, y para proteger su sonrisa hará lo que sea necesario, como proteger y ayudar a Gō aunque sea a regañadientes de él.
- Tenjūro Banno (蛮野 天十郎 Banno Tenjūrō?)/Kamen Rider Gold Drive (仮面ライダーゴルドドライブ Kamen Raidā Gorudo Doraibu?): Es uno de los creadores de los Roidmudes y el padre de Kiriko y Gō. Hace años, Heart le mató al mismo tiempo que a Krim Steinbelt, y al igual que él, logró transferir su conciencia a otro soporte, él a una tablet en posesión de Brain. Mientras Brain le tiene en su poder, le utiliza para realizar sus búsquedas de datos y reprogramaciones, hasta que Gō logra robar la tablet. Tras un tiempo fingiendo ayudar a los Riders, acaba mostrando su verdadera personalidad maníaca secuestrando al Sr. Belt y utilizándole para crear un cinturón en el que depositar como él su conciencia, utilizando a un Roidmude sin núcleo para transformarse en el Kamen Rider Gold Drive, un enemigo tanto de humanos como de Roidmudes.

### Aliados
- Sr. Belt (ベルトさん Beruto-san?): Es el nombre que Shinnosuke le da al sistema de inteligencia artificial del Driver Drive que utiliza para transformarse y que también sirve como dispositivo de navegación del Tridoron. Posee un grado elevado de inteligencia y sabiduría en los consejos que le da a Shinnosuke.
- Kiriko Shijima (詩島 霧子 Shijima Kiriko?): Es otra oficial de la División de Investigaciones Especiales. A pesar de su belleza, rara vez sonríe, siendo una broma común el que Shinnosuke la señala cuando esto sucede y ella lo niega. También trabaja con precisión mecánica. Es la única policía que conoce la identidad secreta de Shinnosuke, y así suele ayudarle y apoyarle en batalla. A pesar de su apariencia, es muy atlética, y suele llevar a Shinnosuke a rastras al trabajo cuando lo encuentra holgazaneando, con esposas si es necesario.
- Kyū Saijō (西城 究 Saijō Kyū?): Es el ingeniero de redes de la División de Investigaciones Especiales. Suele ser el encargado de buscar información para el grupo. Parece tener bastante interés hacia lo oculto, algo de lo que todos sus compañeros se han dado cuenta.
- Jun Honganji (本願寺 純 Honganji Jun?): Es el jefe de la División de Investigaciones Especiales. Lo único que quiere es un trabajo tranquilo, y asigna a Kiriko para que vigile a Shinnosuke, que suele faltar al trabajo y holgazanear en cualquier parte. Es un creyente ávido en la adivinación y el Feng Shui, y suele tener siempre en su corbata el color de la suerte del día.
- Rinna Sawagami (沢神 りんな Sawagami Rinna?): Es la electro-física de la División de Investigaciones Especiales. Está a cargo de la mecánica de la división, y es la única civil que conoce la identidad secreta de Shinnosuke. Está soltera y eso parece pesarle mucho, pero a pesar de ello suele levantar el ánimo de todos en la división gracias a su personalidad alegre y optimista.
- Akira Hayase (早瀬 明 Hayase Akira?): Es el policía que resultó herido por culpa de que, durante una misión, Shinnosuke falló un disparo y provocó una explosión que atrapó a Akira. Ahora está retirado y aunque va recuperándose de sus heridas, las secuelas le impiden volver a la policía activa. A pesar de ello, Akira no culpa a Shinnosuke por ello, y siempre le anima a que busque nuevas metas en su vida para que lo sucedido no le atormente.

### Villanos
- Roidmudes (ロイミュード Roimyūdo?): son unas criaturas androides que desean sustituir a la humanidad como la especie dominante de la Tierra. Son un total de 108 individuos, creados por el Dr. Banno y Krim Steinbelt, diseñados para evolucionar de la misma forma que hacen los humanos. Están compuestos de un núcleo, donde se almacena su personalidad y recuerdos, y que tiene la forma de un número flotante de tres cifras (con uno o dos ceros a la izquierda si fuera necesario), cada uno su número individual específico; y un cuerpo robótico que tiene una forma básica y otra forma evolucionada más individual. Además, pueden copiar a diversos humanos y asumir no solo su forma física, sino también su personalidad a mayor o menor medida, lo que hace que algunos de los Roidmudes puedan llegar a ser buenos si copian a una personalidad benigna. Los Roidmudes pueden ser destruidos en cuerpo, pero para acabar con ellos definitivamente es necesario destruir también el núcleo, o de lo contrario los líderes podrán regenerarle. Más adelante, gracias a Freeze, los Roidmudes adquirirán la capacidad de unirse físicamente a humanos que se presenten voluntarios, generalmente criminales, para formar criaturas más poderosas. Los Roidmudes fueron diseñados para evolucionar a una tercera forma mucho más poderosa, aunque para ello deben desarrollar hasta el límite la emoción humana básica que absorbieron al copiar a un humano. Solo los líderes de los Roidmudes logran alcanzar al final esa forma evolucionada.
  - Heart (ハート Hāto?): Es uno de los líderes de los Roidmudes, con el número 002, y cuya emoción básica es la alegría. En forma humana es un joven que siempre lleva un chaquetón de cuero rojo, que siempre se muestra jovial y al que le gusta llamar a todos los Roidmudes amigos, sintiéndose muy triste o furioso cuando alguien trata mal o destruye a un Roidmude, sea cual sea su clase.
  - Brain (ブレン Buren?): Es el encargado de recoger y administrar la información de los Roidmudes, tiene el número 003, y su emoción básica es la envidia. En forma humana es un joven excéntrico, siempre vestido de verde y con un pañuelo en la mano del que no se separa nunca. Se lleva desde el principio muy mal con Medic, a quien envidia porque cree que Heart le tiene más cariño a ella que a él. También envidia la cercanía al principio de Chase con él, y de hecho es Brain quien de incógnito introduce una grieta en la reprogramación que le puso Medic, con la esperanza de que les traicione y se aleje de ellos, lo que desata las iras de Medic y haga que Brain acabe abandonándoles y uniéndose a Freeze en sus planes, algo que causa desolación en Heart.
  - Medic (メディック Medikku?): Es otra de los líderes de los Roidmudes, con el número 009, y cuya emoción básica es la devoción. Es la encargada de curar y reprogramar a los Roidmudes cuando son destruidos, así como de reiniciarlos cuando Chase deja de hacer esta labor, aunque a diferencia de él, ella desprecia a los Roidmudes que fracasan o se descontrola, y suele preferir destruirlos por completo a reiniciarlos. Esto lo suele hacer sin que Heart se entere, ya que nunca se lo perdonaría, y ella siente una devoción absoluta hacia Heart, deseando cumplir sus deseos en la medida de lo posible. En forma humana, tiene la apariencia de una muchacha vestida de negro, aunque cuando Heart la vio por primera vez su vestido era blanco e irradiaba gran pureza y amor. Los Riders, cuando la conocen y comprueban su modus operandi, la llaman "demonio", aunque sin embargo Shinnosuke acaba intuyendo que hay algo más en ella de lo que parece a simple vista.
  - Freeze (フリーズ Furīzu?): Es el cuarto líder de los Roidmudes, con el número 001, y cuya emoción básica es la humillación. En forma humana, ha adoptado la forma del secretario de defensa, lo que le ha permitido infiltrarse en la policía. Fue él el que tuvo la idea original de reprogramar a Proto-Zero como Chase, y es el encargado de desarrollar estrategias sucias y de incógnito contra los Riders, lo que logra con su poder de reprogramar también los recuerdos de los humanos según su voluntad clavándoles unos dardos especiales en el cuello que llegan hasta el cerebro. También jugó un papel en la muerte hace años del padre de Shinnosuke.
- Mitsuhide Nira (仁良 光秀 Nira Mitsuhide?): Es el jefe de la Primera División de Investigación de la Policía Metropolitana. Conoce desde el principio la verdadera identidad de Freeze y le sirve para ocultar sus acciones y contrar a la policía según sus designios. Odia desde el principio a Shinnosuke, y no pierde la oportunidad de burlarse de él y provocarle acerca de la muerte de su padre cuando lo ve oportuno, pero mantiene en secreto su relación con Freeze.

## Episodios
Los títulos de los episodios de esta temporada (a excepción de la final) son todos en forma de pregunta, comenzando con un adverbio interrogativo japonés.
1. ¿Por qué mi tiempo se detuvo? (俺の時間はなぜ止まったのか Ore no Jikan wa Naze Tomatta no ka?)[3]
2. ¿Qué es un Kamen Rider? (仮面ライダーとはなにか Kamen Raidā to wa Nani ka?)[4]
3. ¿Quién robó su sonrisa? (だれが彼女の笑顔を奪ったのか Dare ga Kanojo no Egao o Ubatta no ka?)[5]
4. ¿En qué está pensando el orgulloso cazador? (誇り高き追跡者はなにを思うのか Hokoritakaki Tsuisekisha wa Nani o Omou no ka?)[6]
5. ¿Tras qué están los ladrones de acero? (鋼の強盗団はなにを狙うのか Hagane no Gōtōdan wa Nani o Nerau no ka?)[7]
6. ¿Por quién lucha el guerrero? (戦士はだれのために戦うのか Senshi wa Dare no Tame ni Tatakau no ka?)[8]
7. ¿Cómo era ese momento decisivo capturado? (決定的瞬間はいかに撮影されたのか Ketteiteki Shunkan wa Ika ni Satsuei-sareta no ka?)[9]
8. ¿Cual es el secreto que habita en el corazón? (その胸に宿る秘密とはなにか Sono Mune ni Yadoru Himitsu to wa Nani ka?)[10]
9. ¿Cómo puedo acostumbrarme al cuerpo frío? (どうすればクールボディになれるのか Dō Sureba Kūru Bodi ni Nareru no ka?)[11]
10. ¿Qué hay en el pasado del cinturón? (ベルトの過去になにがあったのか Beruto no Kako ni Nani ga Atta no ka?)[12]
11. ¿Quién puede evitar la Nochebuena oscura? (暗黒の聖夜を防ぐのはだれか Ankoku no Ibu o Fusegu no wa Dare ka?)[13]
12. ¿De dónde ha venido el Kamen Rider blanco? (白い仮面ライダーはどこから来たのか Shiroi Kamen Raidā wa Doko kara Kita no ka?)[14]
13. ¿Por qué mi hermano pequeño no activa los frenos? (私の弟にはなぜブレーキがないのか Watashi no Otōto ni wa Naze Burēki ga Nai no ka?)[15]
14. ¿Quién es la sombra oscura que la persigue? (彼女を狙う黒い影はだれか Kanojo o Nerau Kuroi Kage wa Dare ka?)[16]
15. ¿Cuándo te alcanzarán esos sentimientos? (その想いが届くのはいつか Sono Omoi ga Todoku no wa Itsu ka?)[17]
16. ¿Por qué está tan inquieta Rinna Sawagami? (沢神りんなはなぜソワソワしていたのか Sawagami Rinna wa Naze Sowasowa-shiteita no ka?)[18]
17. ¿Quién ganará el calor muerto? (デッドヒートを制するのはだれか Deddo Hīto o Seisuru no wa Dare ka?)[19]
18. ¿Por qué el teniente Otta está siguiendo a ese tipo? (なぜ追田警部補はそいつを追ったのか Naze Otta Keibuho wa Soitsu o Otta no ka?)[20]
19. ¿Qué puede juzgar un detective? (なにが刑事を裁くのか Nani ga Keiji o Sabaku no ka?)[21]
20. ¿Cuándo se convirtió Kyū Saijō en Roidmude? (西城究はいつからロイミュードだったのか Saijō Kyū wa Itsu kara Roimyūdo Datta no ka?)[22]
21. ¿De qué hablan los muertos inusuales? (不揃いの死者たちはなにを語るのか Fuzoroi no Shisha-tachi wa Nani o Kataru no ka?)[23]
22. ¿Cómo lucho contra el F1 Body? (F1ボディでどうやって戦えばいいのか Efu Wan Bodi de Dō Yatte Tatakaeba Ii no ka?)[24]
23. ¿Quién puede detener la sonrisa maliciosa? (悪戯な笑みを止めるのはだれか Itazura na Emi o Tomeru no wa Dare ka?)[25]
24. ¿Qué está haciendo correr a Mach? (なにがマッハを走らせるのか Nani ga Mahha o Hashiraseru no ka?)[26]
25. ¿Por qué ha comenzado una nueva batalla? (新たなる闘いはなぜ始まったのか Aratanaru Tatakai wa Naze Hajimatta no ka?)[27]
26. ¿Dónde actuará Chaser? (チェイサーはどこへ向かうのか Cheisā wa Doko e Mukau no ka?)[28]
27. ¿Cual es la razón de Gō Shijima para luchar? (詩島剛が戦う理由はなにか Shijima Gō ga Tatakau Riyū wa Nani ka?)[29]
28. ¿Por qué hicieron a las familias el objetivo? (なぜ家族は狙われたのか Naze Kazoku wa Merawareta no ka?)[30]
29. ¿Qué ocurrió en realidad durante el robo? (強盜事件で本当はなにがあったのか Gōtō Jiken de Hontō wa Nani ga Atta no ka?)[31]
30. ¿Quién está hablando con el verdadero criminal? (真犯人を語るのは誰か Shin Hannin o Kataru no wa Dare ka?)[32]
31. ¿Por qué desaparecieron los recuerdos importantes? (大切な記憶はどうして消されたのか Taisetsu na Kioku wa doushite Kesareta no ka?)[33]
32. ¿Qué está esperando al final de la evolución? (進化の果てに待つものはなにか Shinka no Hate ni Matsu mono wa nani ka?)[34]
33. ¿Quién reclamó la vida de Shinnosuke Tomari? (だれが泊進ノ介の命を奪ったのか Dare ga Tomari Shinnosuke no Inochi wo Ubatta no ka?)[35]
34. ¿Quién reclamó la vida de Eisuke Tomari? (だれが泊英介の命を奪ったのか Dare ga Tomari Eisuke no Inochi o Ubatta no ka?)[36]
35. ¿Por qué ocurrió el incidente del sitiado? (ろう城事件はなぜ起きたのか Rōjō Jiken wa Naze Okita no ka?)[37]
36. ¿A dónde guiará la bala la justicia? (銃弾はどこに正義を導くのか Jūdan wa doko ni Seigi wo Michibiku no ka?)[38]
37. ¿Quién está buscando el sabor definitivo? (究極の味覚を狙うのはだれか Kyūkyoku no Mikaku o Nerau no wa Dare ka?)[39]
38. ¿Por qué el diablo aún quiere evolucionar? (悪魔はなぜ進化を求め続けるのか Akuma wa Naze Shinka o Motometsuzukeru no ka?)[40]
39. ¿Dónde atacarán a continuación los secuestradores del torbellino? (旋風の誘拐犯はいつ襲って来るのか Senpū no Yūkaihan wa Itsu Osottekuru no ka?)[41]
40. ¿Por qué chocan los dos buscadores de genios? (2人の天才科学者はなぜ衝突したのか Futari no Tensai Kagakusha wa Naze Shōtotsu-shita no ka?)[42]
41. ¿Cómo nació el Drive dorado? (黄金のドライブはどうやって生まれたのか Ōgon no Doraibu wa Dōyatte Umareta no ka?)[43]
42. ¿Dónde está la verdad de la diosa? (女神の真実はどこにあるのか Megami no Shinjitsu wa doko ni aru no ka?)[44]
43. ¿Dónde comenzará la segunda glaciación global? (第二のグローバルフリーズはいつ起きるのか Dai-Ni no Gurōbaru Furīzu wa Itsu Okiru no ka?)[45]
44. ¿Quién había amado más a Heart? (だれがハートを一番愛していたか Dare ga Hāto o Ichiban Aishiteita ka?)[46]
45. ¿Cual es el sueño final de los Roidmudes? (ロイミュードの最後の夢とはなにか Roimyūdo no Saigo no Yume to wa Nani ka?)[47]
46. ¿Por qué tenían que luchar? (彼らはなぜ戦わなければならなかったのか Karera wa Naze Tatakawanakereba Naranakatta no ka?)[48]
47. ¿A quién confiarás el futuro, amigo mío? (友よ、君はだれに未来を託すのか Tomo yo, Kimi wa dare ni Mirai o Takusu no ka?)[49]
48. El caso de Ghost (ゴーストの事件 Gōsuto no Jiken?)[50]

### Películas
- The Kamen Rider × Kamen Rider Drive & Gaim: Movie War Full Throttle (仮面ライダー×仮面ライダードライブ&鎧武 MOVIE大戦フルスロットル Kamen Raidā × Kamen Raidā Doraibu Ando Gaimu Mūbī Taisen Furu Surottoru?): Película crossover entre Kamen Rider Drive y Kamen Rider Gaim. Estrenada el 13 de diciembre de 2014[51][52][53][54]
- Super Hero Taisen GP: Kamen Rider 3 (スーパーヒーロー大戦GP 仮面ライダー3号 Supā Hīrō Taisen Guranpuri: Kamen Raidā Sangō?): Entrega de 2015 de la saga cinematográfica Super Hero Taisen en la que aparecen personajes de varias temporadas anteriores de Kamen Rider, así como el reparto de Shuriken Sentai Ninninger y la primera aparición en pantalla de Kamen Rider 3, personaje creado en 1972 por Shōtarō Ishinomori para un manga. Estrenada el 21 de marzo de 2015[55][56]
- Shuriken Sentai Ninninger Vs. Kamen Rider Drive Spring Vacation One-Hour Combining Special (手裏剣戦隊ニンニンジャーVS仮面ライダードライブ 春休み合体1時間スペシャル Shuriken Sentai Ninninja Tai Kamen Raidā Doraibu Haruyasumi Gattai Ichijikan Supesharu?): Especial para video donde aparecieron los personajes de Shuriken Sentai Ninninger. Estrenado el 29 de marzo de 2015
- Kamen Rider Drive the Movie: Surprise Future (劇場版 仮面ライダードライブ サプライズ・フューチャー Gekijōban Kamen Raidā Doraibu: Sapuraizu Fyūchā?): Estrenada el 8 de agosto de 2015.[57]
- Kamen Rider Drive Saga (仮面ライダードライブサーガ Kamen Raidā Doraibu Sāga?): Especial para video. Estrenado el 20 de abril de 2016

## Reparto
- Shinnosuke Tomari: Ryōma Takeuchi
- Gō Shijima: Yū Inaba
- Chase: Taikō Katōno
- Tenjuro Banno: Masakazu Morita
- Kiriko Shijima: Rio Uchida
- Kyū Saijō: Kenta Hamano
- Jun Honganji: Tsurutarō Kataoka
- Rinna Sawagami: Rei Yoshii
- Akira Hayase: Yukihiro Takiguchi
- Heart: Tomoya Warabino
- Brain: Shōta Matsushima
- Medic: Fumika Baba
- Freeze: Masami Horiuchi
- Mitsuhide Nira: Kisuke Iida
- Sr. Belt, Voz del equipamiento del Drive Driver, Narrador: Chris Peppler

## Temas musicales

### Tema de entrada
- SURPRISE-DRIVE
  - Letra: Shoko Fujibayashi
  - Música: Everset
  - Arreglos: Everset
  - Intérprete: Mitsuru Matsuoka[58][59][60][61]

### Temas de cierre
- "Full throttle" (Episodios 13, 14, 16, 17, 19, 24, 46)
  - Letra: Shoko Fujibayashi
  - Música: Everset
  - Arreglos: Everset
  - Intérprete: ~Steel Sound Police Dept~

- "Don't lose your mind" (Episodios 15, 16, 18, 30)
  - Letra: Shoko Fujibayashi
  - Música: Everset
  - Arreglos: Everset
  - Intérprete: ~Steel Sound Police Dept~

- "UNLIMITED DRIVE" (Episodios 33, 34)
  - Letra: Shoko Fujibayashi
  - Música: DJ Hurrykenn
  - Arreglos: Defspiral
  - Intérprete: Kamen Rider Girls

- "Spinning Wheel" (Episodios 36, 38, 40, 45)
  - Letra: Shoko Fujibayashi
  - Música:  Shuhei Naruse
  - Arreglos: Shuhei Naruse
  - Intérprete: Ryoma Takeuchi ft. Yu Inaba ft. Taiko Katono